# 沒有色彩的多崎作和他的巡禮之年
《沒有色彩的多崎作和他的巡禮之年》，是日本作家村上春树于2013年出版的长篇小说。该书是村上春树自2010年4月《1Q84》第三卷發表以来，时隔三年首次出版长篇小说。2013年4月12日凌晨该书在日本正式发售，初版发行达50万册，是日本文艺春秋出版社史上首印发行量最高的单行本。

## 内容简介
这部小说讲述一个36岁痴迷于铁路的工程师重新掌握自己人生的故事，作品描绘了主人公多崎作努力克服内心深处幽暗部分中的失落感与孤独绝望，展现并歌颂了主人公的坚强。作者在该书的开头中写到：“从大学二年级的7月到次年1月这段时间，多崎作几乎只是在考虑一件事——死亡。”
主人公多崎作在高中时代有几个亲密的好友，他们的姓氏中分别带有“赤”、“青”、“白”、“黑”，而“多崎”这个没有色彩的名字令他感到一种“无法言喻的距离感”和不安。主人公独自背井离乡来到东京求学，却被这4人告知要与他断交。不明所以的他陷入了强烈的失落感与孤独绝望之中。多年以后，而今功成名就的多崎作仍然对当年莫名其妙就被朋友疏远这件事耿耿于怀。在女性友人木元沙羅的鼓勵下，他为了探寻自己16年前被拒的“理由”，再次踏上“巡礼”旅途。
而此次引导主人公多崎作踏上旅程的旋律则是弗朗兹·李斯特的《巡礼之年》。

## 登場人物
多崎つくる（戶籍上是「多崎作」）

主角。故事中為36歲，單身。從小時候就喜歡火車站，現在於東京的鐵路公司負責車站設計的工作。故鄉在名古屋。名字平時都使用平假名“つくる”，在選擇是寫做“創”還是“作”時，母親推舉“創”，而父親多崎利男最後選定了“作”。
赤松慶

主角高中的親密友人。現居名古屋。開設了一家以提供員工教育為目標的公司，並在名古屋享負盛名。
青海悦夫

主角高中的親密友人。現居名古屋。於Toyota旗下的高級品牌Lexus經銷商中上班。
白根柚木

主角高中的親密友人。鋼琴老師。於YAMAHA音樂教室任職。死前在濱松居住，現已亡故。
黒埜恵里

主角高中的親密友人。陶藝家。與來自芬蘭前往日本學習陶藝的男子結婚，現居芬蘭。
木元沙羅

作現在的女性友人。比作大兩歲。工作是旅行社業務。居住於東京。
灰田

作在大學時期為數不多的朋友之一。大學二年級下後就消失蹤跡。
灰田的父親

作大學時期時擔任秋田公立大學的哲學系講師。大學鬥爭時期曾經休學，進行一年的流浪生活。
綠川（みどりかわ）

灰田的父親於休學時期打工的旅社中的長期住客。曾向灰田的父親談論起關於自己要死的事情。

## 中译版本
这部小说的繁体版已由台湾时报出版社于2013年10月1日出版。但香港部份大型書店如 PAGE ONE THE DESIGNER'S BOOK SHOP、商務印書館、三聯書店及香港誠品書店等已於9月22日起開始發售，成為全球最早開賣的地區。中文简体的版权在经过几家出版社之间的“争夺”之后，最终由新经典文化公司获得授权发行，出版社为南海出版公司 。